# Liste der Studentenverbindungen in Karlsruhe
Die Liste der Studentenverbindungen in Karlsruhe verzeichnet die aktiven (ca. 30), suspendierten, erloschenen und verlegten Studentenverbindungen in Karlsruhe, die unterschiedlichen Korporationsverbänden angehören. Sie sind am Karlsruher Institut für Technologie ansässig.

## Aktive Verbindungen
Die Sortierung erfolgt nach dem Gründungsdatum.
|  |
|  |
|  |
|  |
|  |

|  |
|  |
|  |
|  |

|  |
|  |
|  |
|  |
|  |

|  |
|  |
|  |
|  |
|  |

|  |
|  |
|  |
|  |
|  |

|  |
|  |
|  |
|  |
|  |

|  |
|  |
|  |
|  |
|  |

|  |
|  |
|  |
|  |
|  |

|  |
|  |
|  |

|  |
|  |
|  |

|  |
|  |
|  |

|  |
|  |
|  |
|  |
|  |

|  |
|  |
|  |
|  |
|  |

|  |
|  |
|  |
|  |
|  |

|  |
|  |
|  |
|  |
|  |

|  |
|  |
|  |
|  |
|  |

|  |
|  |
|  |
|  |
|  |

|  |
|  |
|  |
|  |
|  |

|  |
|  |
|  |
|  |
|  |

|  |
|  |
|  |
|  |
|  |

|  |
|  |
|  |
|  |
|  |

|  |
|  |

|  |
|  |
|  |
|  |
|  |

|  |
|  |
|  |
|  |
|  |
|  |

|  |
|  |
|  |
|  |
|  |

|  |
|  |
|  |

|  |
|  |

|  |
|  |
|  |
|  |

|  |
|  |
|  |
|  |
|  |

|  |
|  |
|  |
|  |
|  |

|  |
|  |
|  |
|  |
|  |
|  |

f.f. = farbenführend, ansonsten farbentragend; v.u. = von unten gelesen

## Inaktive und erloschene Verbindungen
Die Sortierung erfolgt nach dem Gründungsdatum.
|  |
|  |
|  |

|  |
|  |
|  |

|  |
|  |
|  |

|  |
|  |
|  |

|  |
|  |
|  |
|  |
|  |

|  |
|  |
|  |

|  |
|  |
|  |

|  |
|  |
|  |

|  |
|  |
|  |

|  |
|  |
|  |

|  |
|  |
|  |

|  |
|  |
|  |

f.f. = farbenführend, ansonsten farbentragend; v.u. = von unten gelesen

## Verlegte Verbindungen
Die Sortierung erfolgt nach dem Gründungsdatum.
| Name                    | Gründung     | Farben            | Wappen | Zirkel | Verband | Fechtfrage       | Mitglieder | Anmerkungen |
| ----------------------- | ------------ | ----------------- | ------ | ------ | ------- | ---------------- | ---------- | --- |
| Corps Thuringia Dresden | 2. Juni 1866 | schwarz-blau-weiß |        |        | WSC     | pflichtschlagend | Männer     | als Corps Thuringia in Dresden gegründet, 1952 in Karlsruhe rekonstituiert, 1956 nach Hannover mit Corps Alemannia Hannover zu Corps Alemannia-Thuringia fusioniert und 2002 nach Magdeburg als Corps Alemannia-Thuringia zu Magdeburg. |
| Corps Hubertia          | 1868         |                   |        |        | KSCV    | pflichtschlagend | Männer     | in Karlsruhe gegründet, nach Verlagerung der forstwirtschaftlichen Fakultäten nach Freiburg 1920 ebenfalls dorthin gewechselt. |
| TV Cimbria              | 1895         |                   |        |        |         |                  |            | in Karlsruhe gegründet, seit 1954 in Konstanz |
| KDStV Nordmark          | 1929         |                   |        |        | CV      | nichtschlagend   | Männer     | in Rostock gegründet, nach dem 2. Weltkrieg in 1954 in Karlsruhe wiederbegründet, 1976 nach Essen verzogen |

f.f. = farbenführend, ansonsten farbentragend; v.u. = von unten gelesen